# Anatella subulata
Anatella subulata är en tvåvingeart som beskrevs av Zaitzev 1994. Anatella subulata ingår i släktet Anatella och familjen svampmyggor. Inga underarter finns listade i Catalogue of Life.